# Greyscale (album)
Greyscale è l'ottavo album in studio del gruppo musicale tedesco Camouflage, pubblicato nel 2015.

## Tracce
1. Shine – 4:32
2. Laughing – 6:13
3. In the Cloud – 5:09
4. Count On Me (con Peter Heppner) – 4:40
5. Greyscale – 4:24
6. Still – 4:55
7. Misery – 3:53
8. Leave Your Room Behind – 4:51
9. Light Grey – 1:15
10. If... – 4:52
11. End of Words – 5:42
12. Dark Grey – 3:02
13. I'll Find – 6:11